# Dinamo (metrostation Moskou)
Dinamo (Russisch: Динамо uitspraakⓘ) is een station aan de Zamoskvoretskaja-lijn van de Moskouse metro. Het station is onderdeel van de tweede fase (1935-1938) van de metrobouw in Moskou. De naam is te danken aan het sportterrein met en rond het Dinamostadion dat in 1928 is aangelegd en gebruikt werd door de gelijknamige sportclub Dinamo Moskou. Het thema van het station is sport en ook Dinamo doet meer dan alleen voetbal. Sinds 26 februari 2018 is er een overstap mogelijkheid op de Grote Ringlijn via het aangrenzende station Petrovski Park.

## Constructie
Het station is in 1935 ontworpen als kolommenstation maar uiteindelijk gebouwd als pylonenstation met een perron op 39,6 meter diepte. Aan beide kanten van het perron zijn roltrappen naar de toegangsgebouwen. Bovengronds staan twee identieke toegangsgebouwen die de trappen naar het stadion flankeren. Deze gebouwen hebben aan drie kanten een zuilen galerij en zijn aan de perronzijde voorzien van een toren boven de roltrappen. In de middenhal tussen de perrons komt het thema tot uitdrukking door keramieken medaillions met afbeeldingen van 23 verschillende takken van sport, die boven de banken op de wanden zijn aangebracht. (De medaillions op ru-wiki)

## Galerij

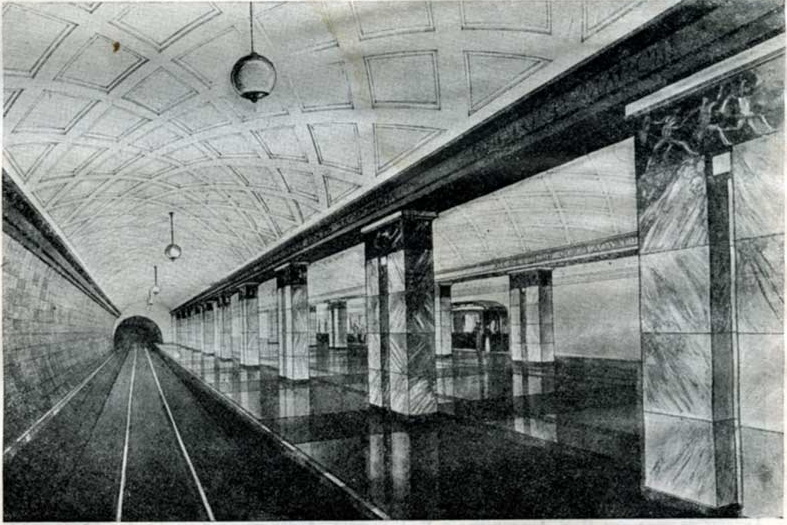
Het ontwerp uit 1935
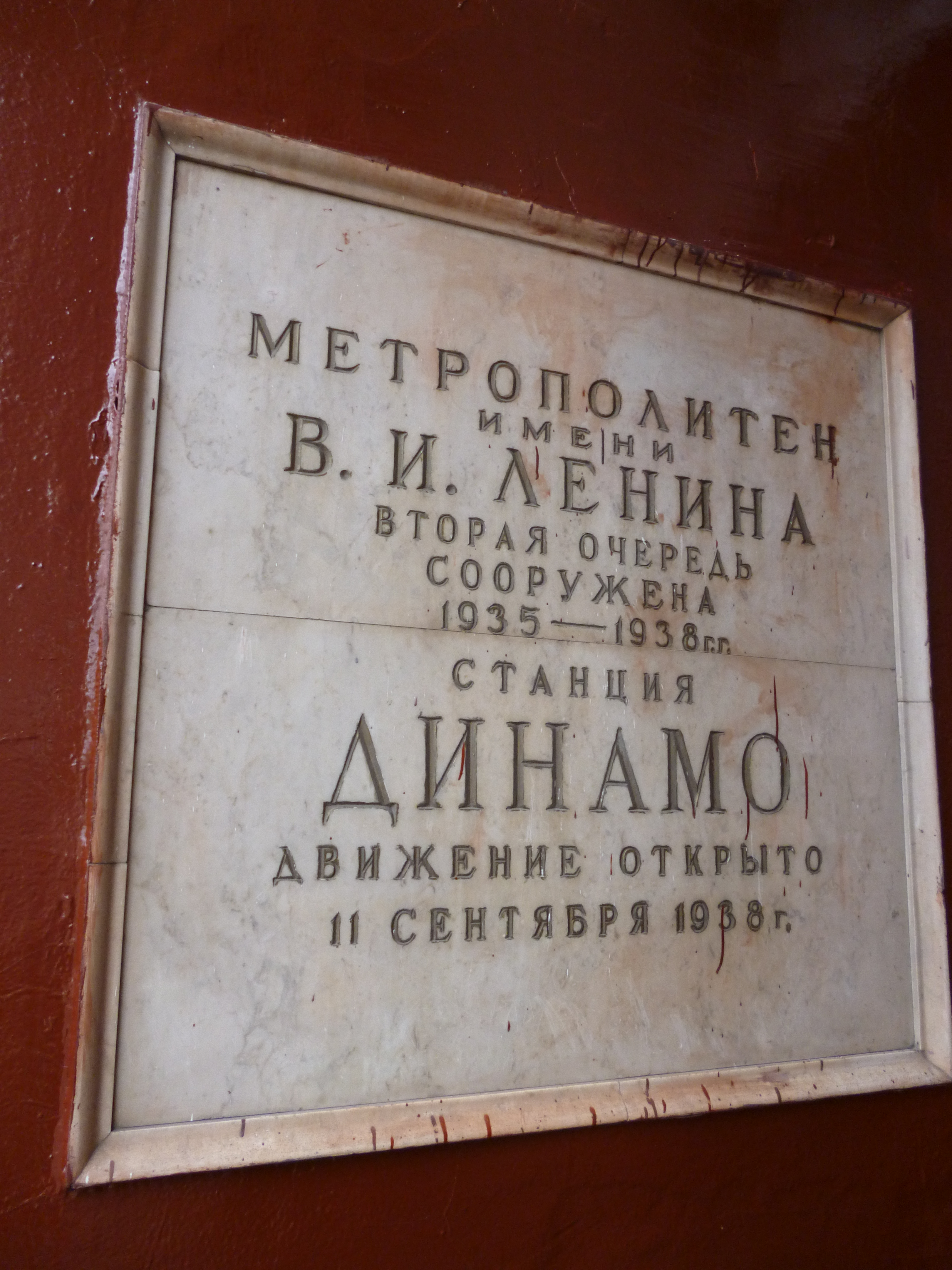
Het officiële naambord
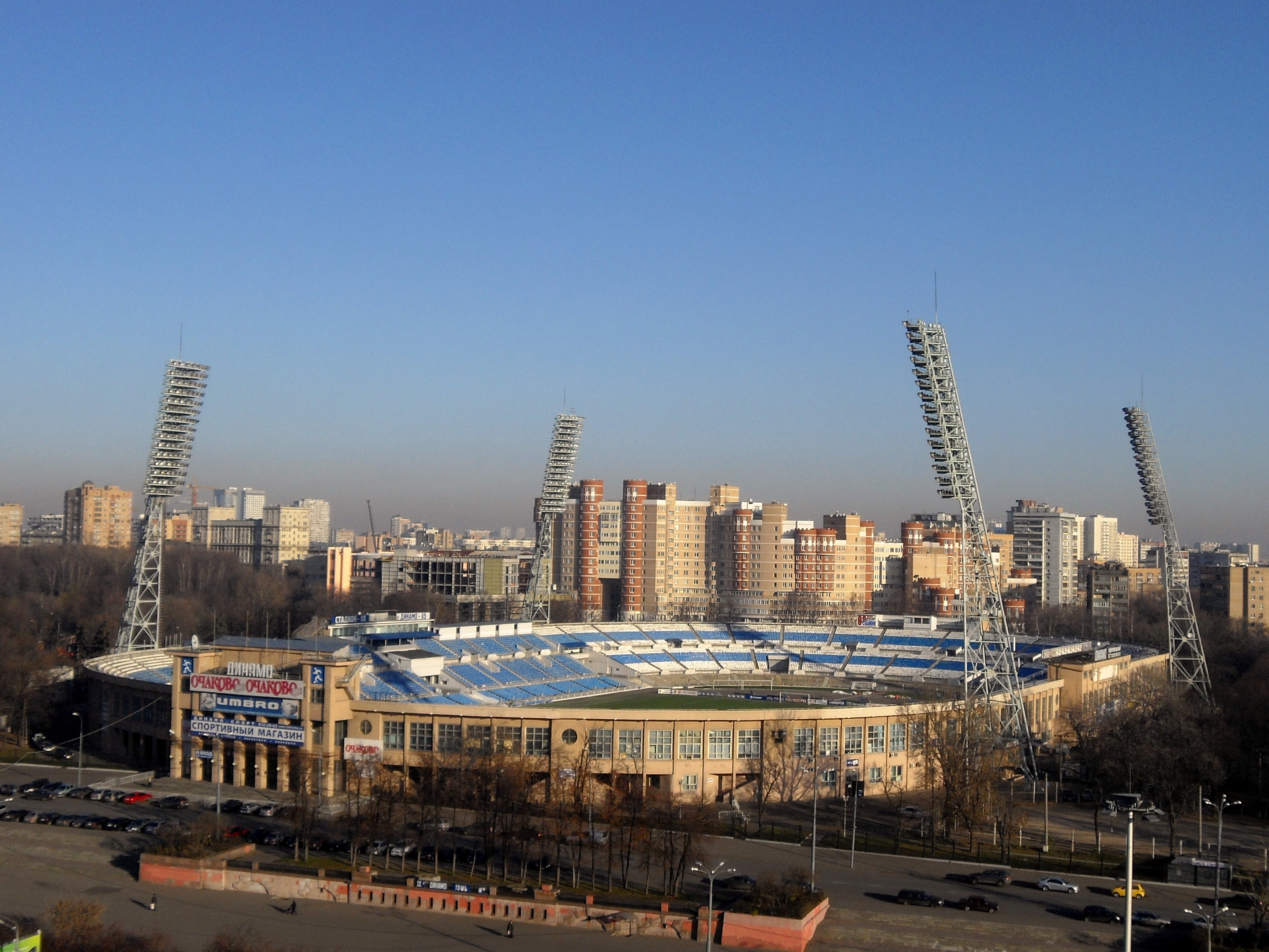
Het stadion uit 1928
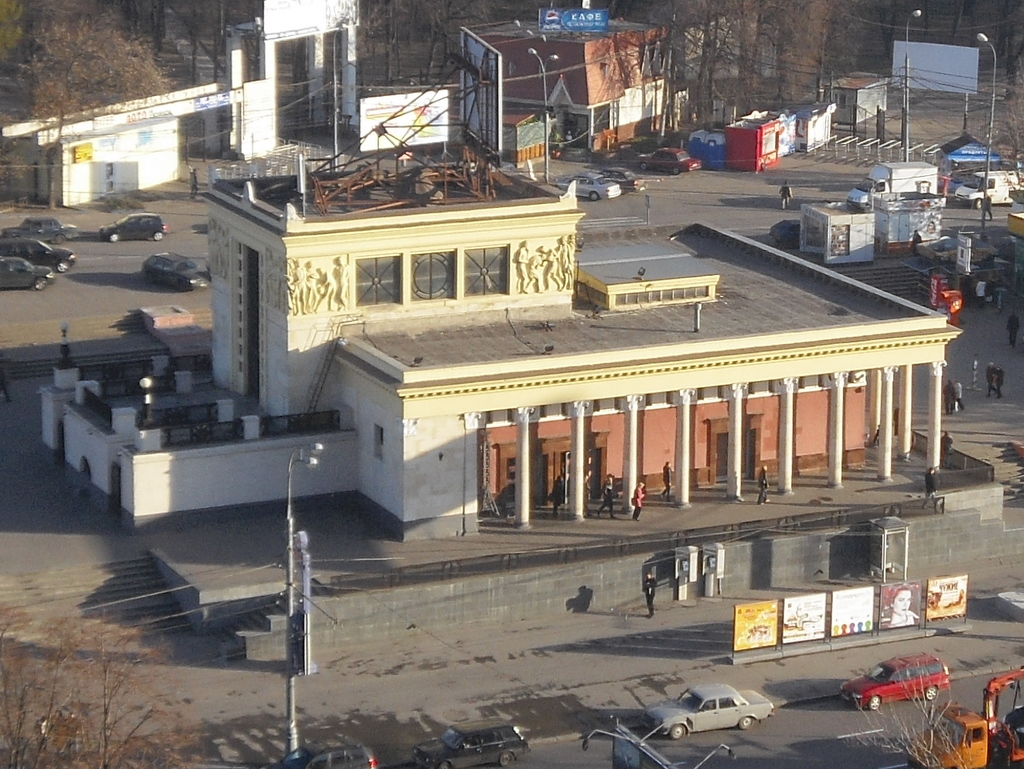
Het zuidelijke toegangsgebouw
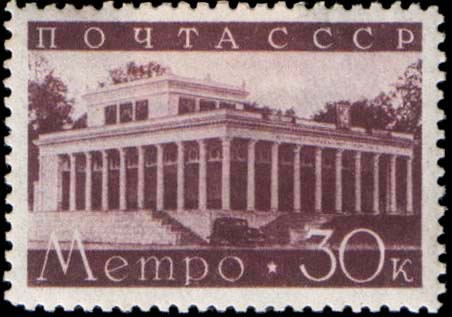
Postzegel uitgegeven ter gelegenheid van de opening in 1938
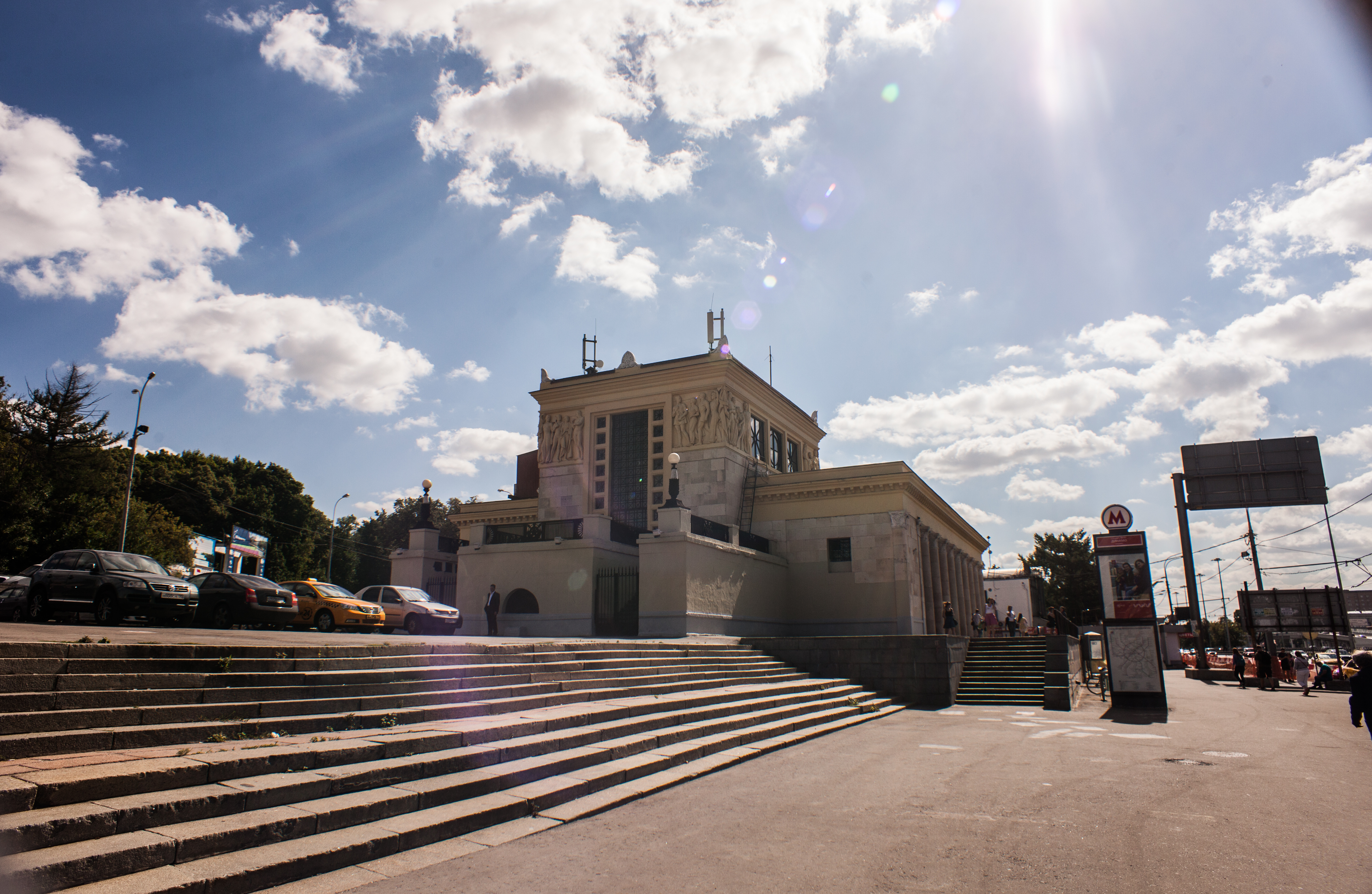
Toren van een toegangsgebouw naast de toegangstrap naar het stadion
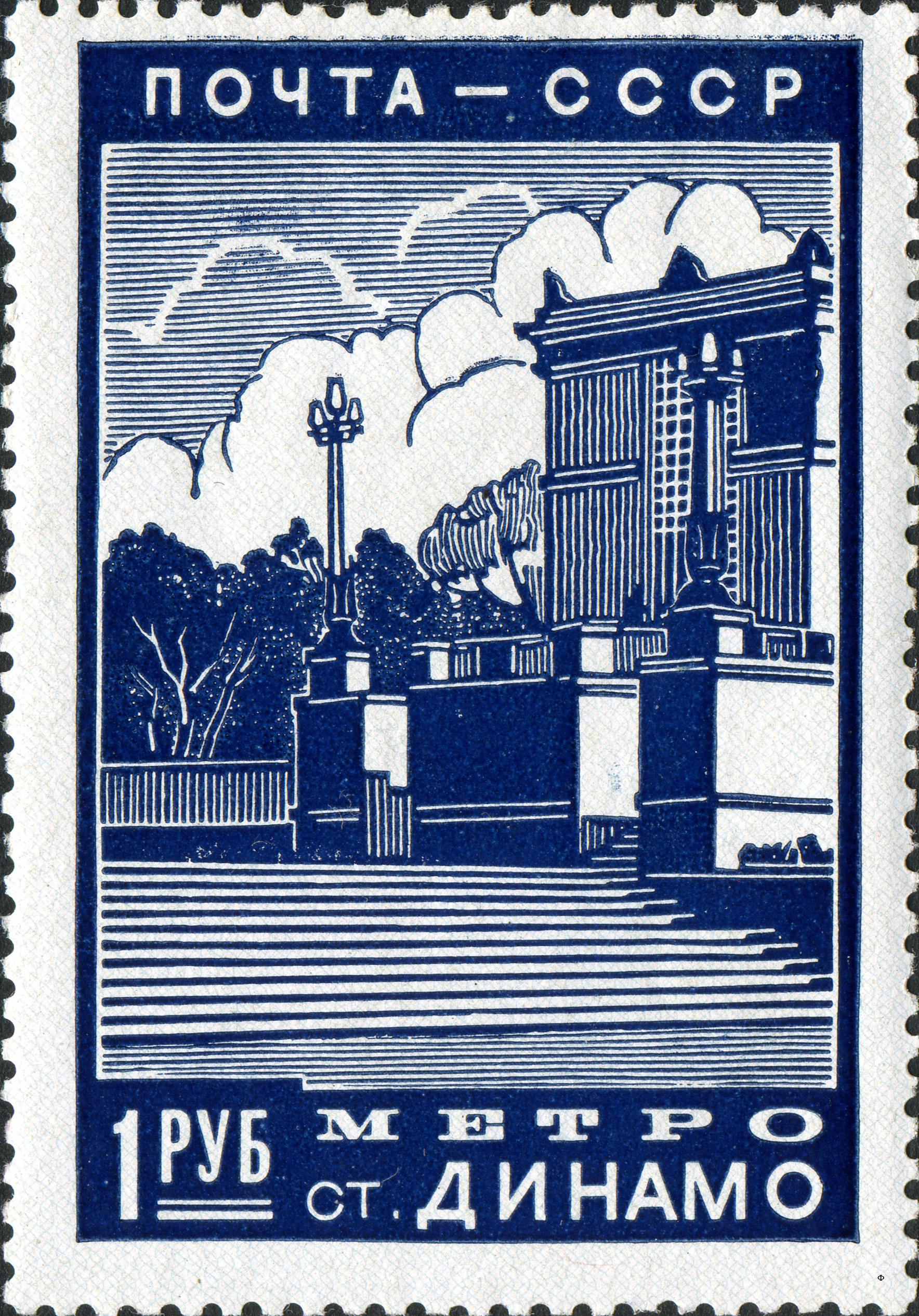
De toren op een postzegel uit de architectuurserie uit 1939
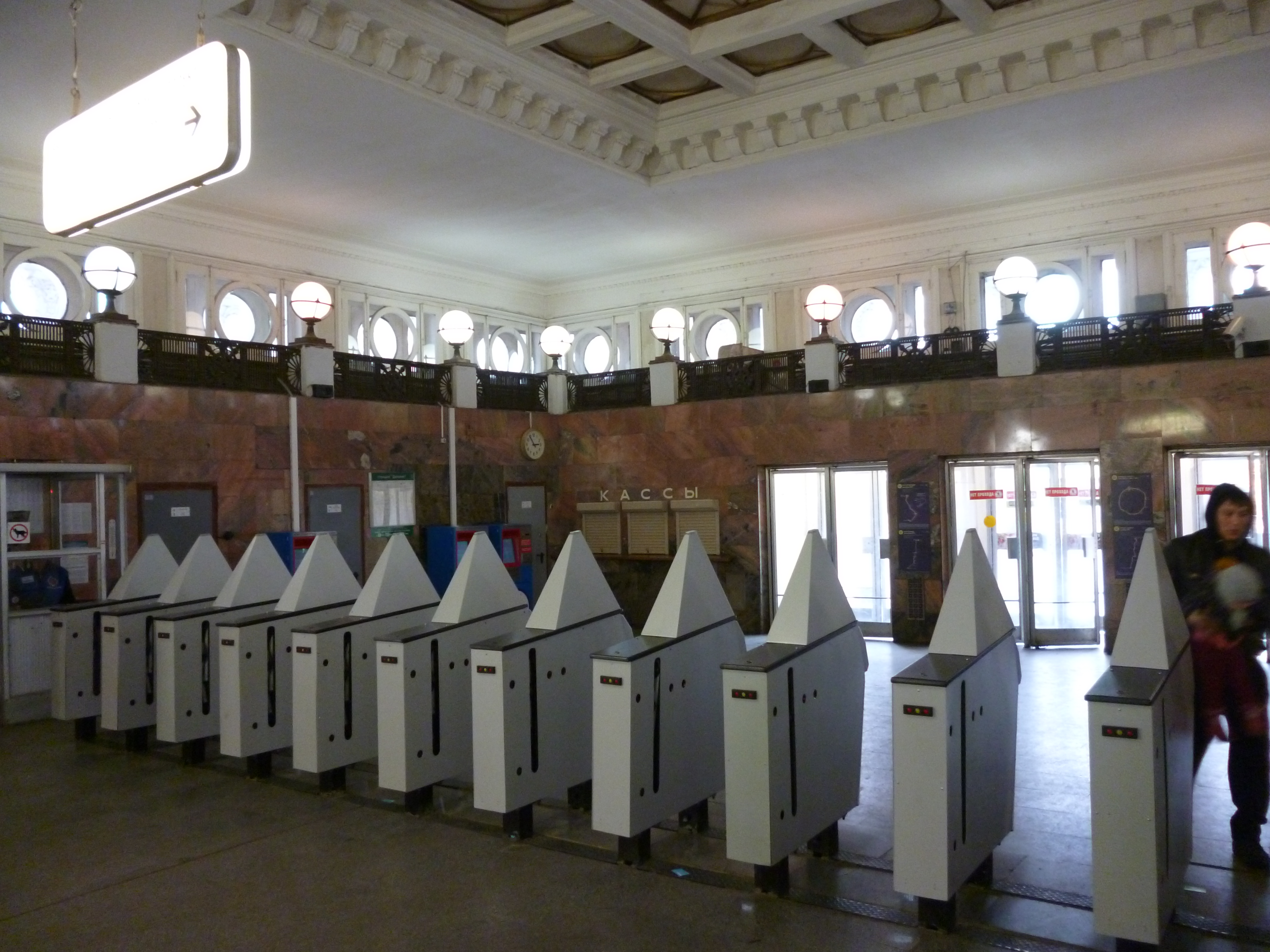
Interieur van een toegangsgebouw
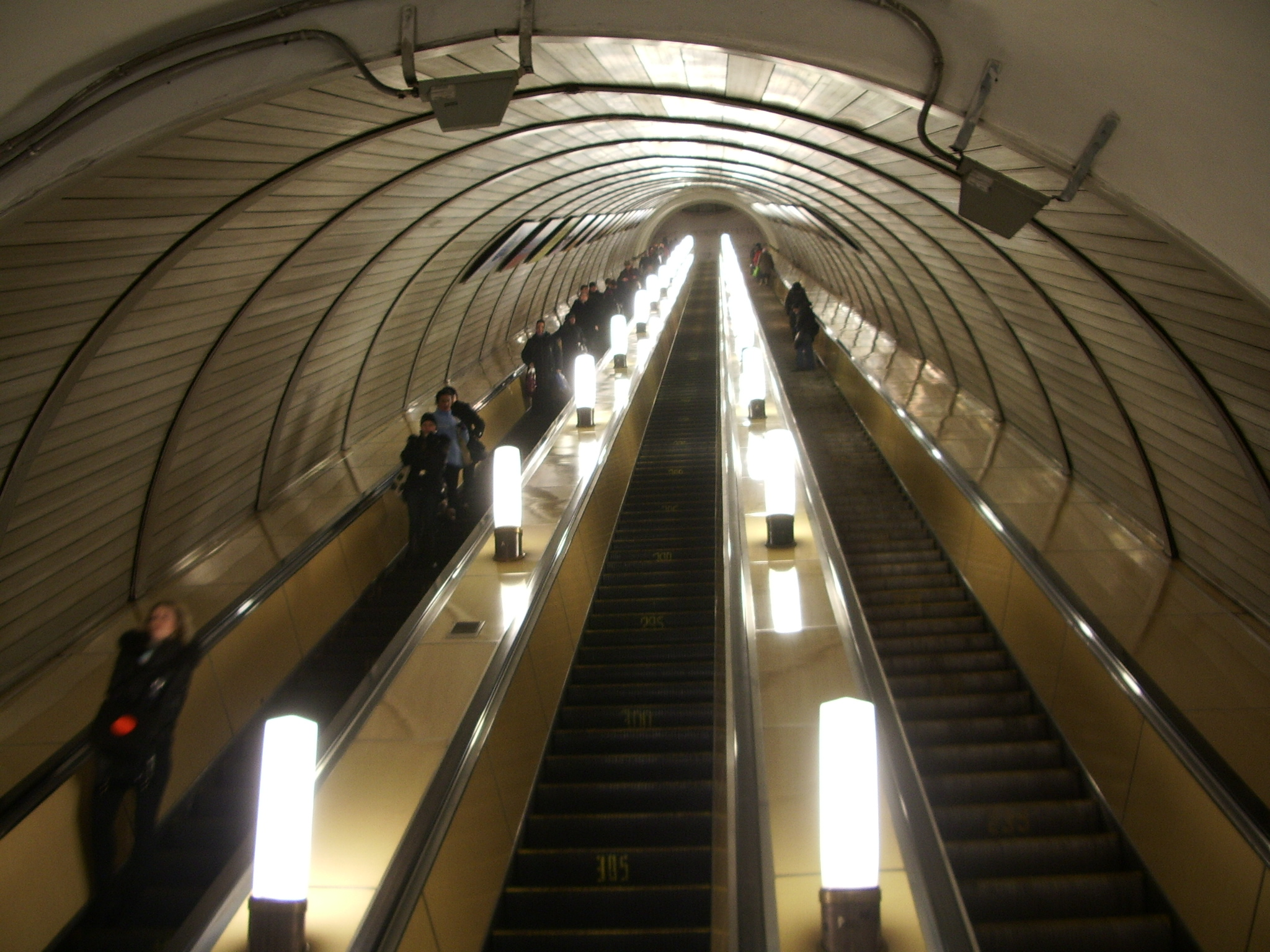
De roltrap
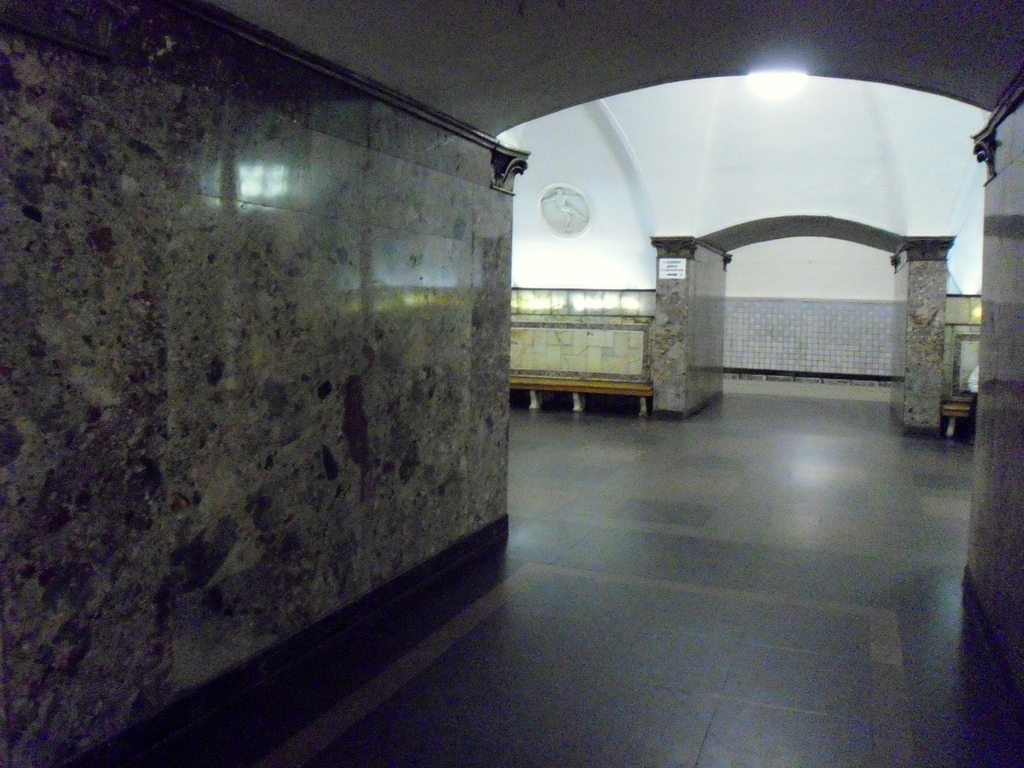
Doorkijk vanaf het peron
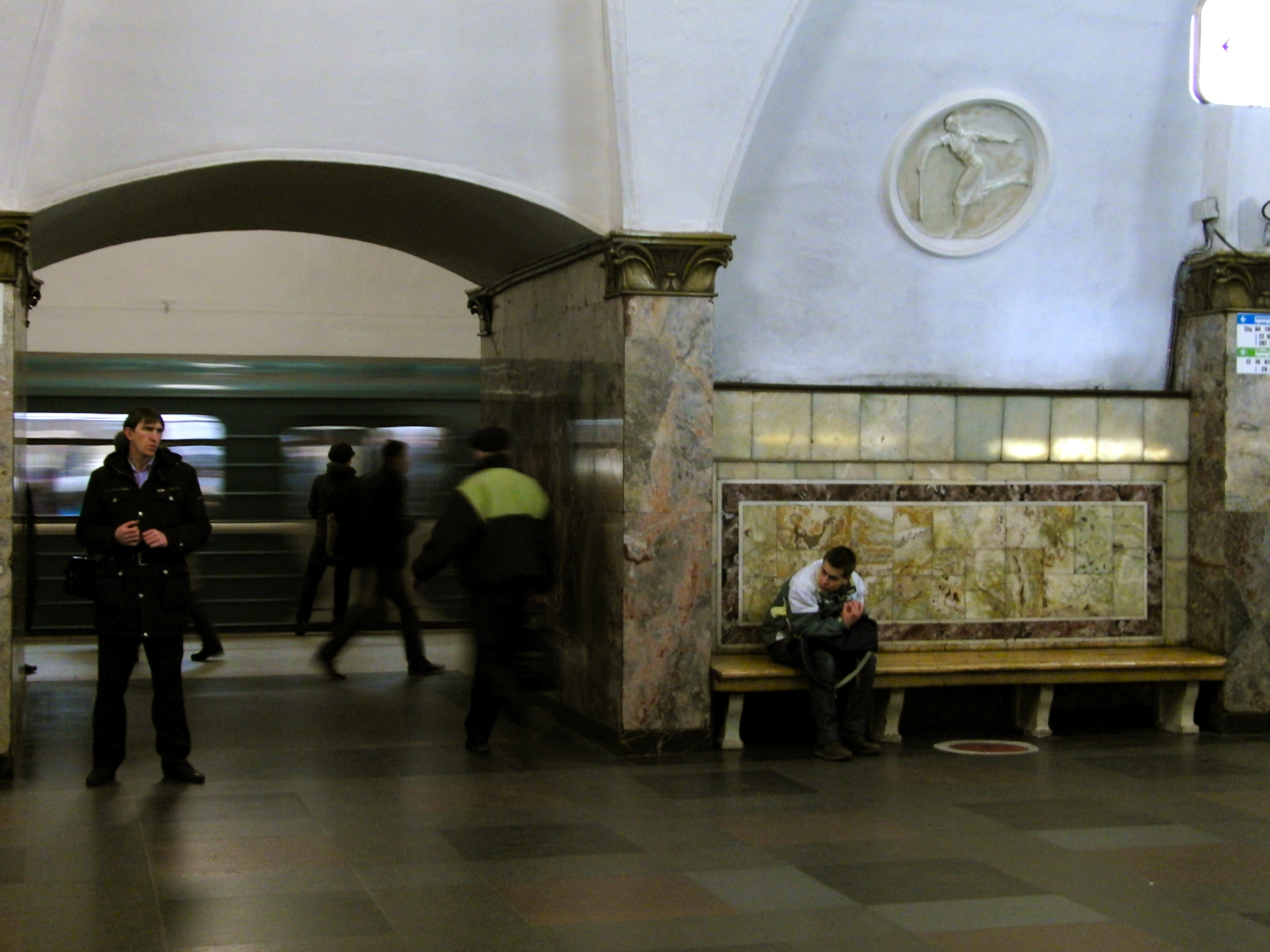
Bank met medaillion in de middenhal
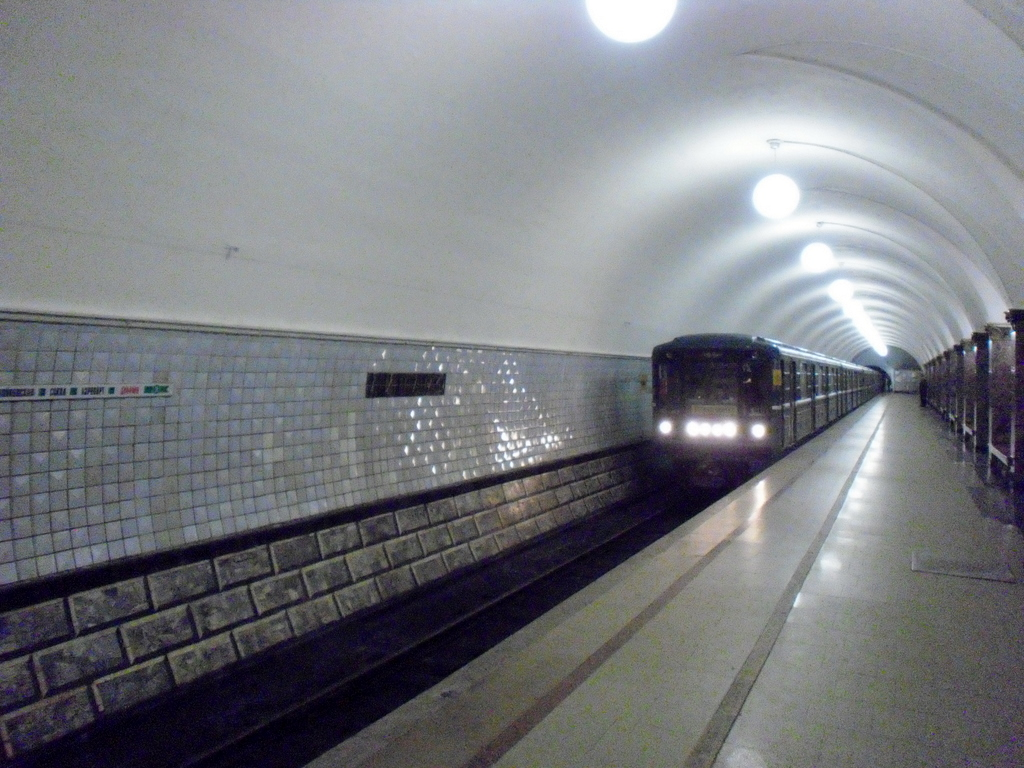
Het perron